# قصف مخيم المرزق (حجة)
قصف مخيم المرزق هو استهداف عسكري لمخيم المرزق وقع في 30 مارس 2015 نتج عنه مقتل ما لا يقل عن 45 شخصاً  وقالت المنظمة الدولية للهجرة إن ضربة جوية لعملية عاصفة الحزم عند مخيم للنازحين واللاجئين في شمال اليمن الذي يسيطر عليه الحوثيون قتلت 45 شخصا واصابت 65 يوم الاثنين. ونفى وزير الخارجية اليمني رياض ياسين علاقة عمليات عاصفة الحزم بقصف المخيم، وقال إن الانفجار في المخيم لم يكن سببه القصف الجوي لعملية عاصفة الحزم، بل جاء نتيجة لنيران للمدفعية التابعة للحوثيين، 

## العملية
ذكرت وزارة الدفاع التي يسيطر عليها الحوثيون أن 40 قتيلا سقطوا بينهم نساء وأطفال، وأن 250 شخصا آخرين أصيبوا. وهذه الحصيلة هي الأكبر على صعيد القتلى المدنيين منذ بدء عملية "عاصفة الحزم"، وواجهت سيارات الإسعاف صعوبة في الوصول إلى المخيم بسبب قصف التحالف للطريق المؤدية إليه، ويبعد المخيم مسافة عشرة كيلومترات عن أقرب قاعدة عسكرية.